# Muerte de Ayrton Senna
El 1 de mayo de 1994, durante el Gran Premio de San Marino de Fórmula 1, el piloto brasileño Ayrton Senna murió tras impactar a 211 km/h contra la curva Tamburello del Autodromo Enzo e Dino Ferrari. En los días anteriores a su muerte ocurrieron otros dos accidentes. El primero de ellos fue durante los entrenamientos libres del viernes donde su compatriota, Rubens Barrichello, se vio involucrado en un fuerte accidente en el que su monoplaza salió "volando" y se estrelló a 225 km/h en la chicane Variante Bassa, mientras que el otro ocurrió durante la clasificación del sábado e involucró al austríaco Roland Ratzenberger, quien perdió la vida al chocar a 314 km/h contra el muro de la curva Villeneuve.
La muerte de Senna fue la última en la F1 durante 20 años, hasta que, el 17 de julio de 2015, el piloto francés Jules Bianchi falleció nueve meses después de un accidente que sufrió en el Gran Premio de Japón de 2014.

## Antecedentes
En 1994, Ayrton Senna dejó McLaren tras seis temporadas para unirse a Williams, en reemplazo de su excompañero Alain Prost y siendo el nuevo compañero de Damon Hill. Se esperaba que Williams volviera a competir para ganar el campeonato por tercera vez consecutiva, con monoplazas que ya no tenían dispositivos electrónicos, ya que fueron prohibidos para la temporada 1994.
En el debut con su nuevo equipo en la pretemporada en Estoril, Senna habló sobre el Williams FW16 de la siguiente manera:

"Tengo un sentimiento muy negativo acerca de conducir el monoplaza al límite. Por lo tanto, no tuve una sola carrera o una sola vuelta en la que que me sintiera cómodo o razonablemente seguro. Estoy incómodo en el auto, todo se siente mal. Cambiamos el asiento y las ruedas, pero aun así necesitaba más espacio. Además, el coche tiene sus propias características con las que aún no estoy completamente seguro; te pone mucho más tenso y eso te estresa".

El brasileño tuvo un inicio de temporada difícil, retirándose en las dos primeras carreras del año (en Brasil y el Pacífico) tras salir en ambas desde la pole position. Para Imola, Michael Schumacher era el líder del campeonato, sacándole a Senna una ventaja de 20 puntos.

## Gran Premio de San Marino

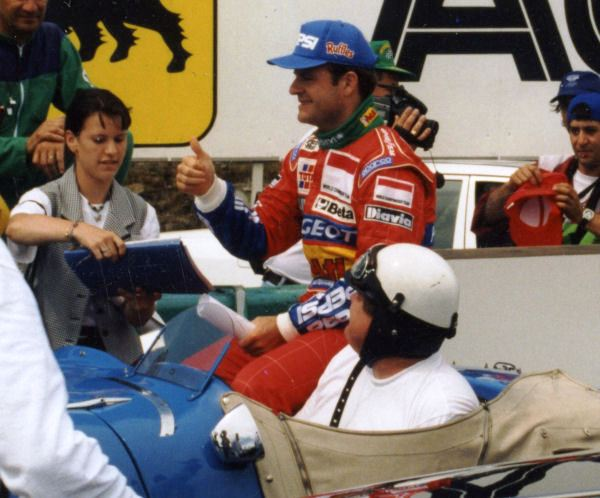
Rubens Barrichello (fotografiado en 1995) sufrió un fuerte accidente en la chicane Variante Bassa.

El fin de semana del Gran Premio de San Marino de 1994 se vio empañado por una serie de incidentes peligrosos durante todo el fin de semana y dos muertes, incluida la de Senna. Está considerado uno de los fines de semana más oscuros en la historia de la Fórmula Uno.
El viernes, durante los entrenamientos libres, Rubens Barrichello, del equipo Jordan, se salió de la pista y se estrelló fuertemente a 230 km/h en la chicane Variante Bassa, quedando inconsciente. Senna salió de su FW16 y fue a la escena del accidente. La lengua de Barrichello bloqueó sus vías respiratorias y el trabajo de emergencia realizado por el médico de la FIA Sid Watkins le salvó la vida. El brasileño recuperó la conciencia y se encontró con Senna en el centro médico. Tras haber comprobado el estado de salud de Barrichello, Ayrton regresó a su monoplaza y continuó con la sesión de práctica.
Después de finalizada la sesión, dejó su automóvil y fue al motor home de Williams para asistir a entrevistas preestablecidas para la prensa y les dijo a los periodistas que esperaran una hora mientras revisaba los problemas del coche con su ingeniero, David Brown. Después de las entrevistas, Senna continuó su trabajo con Brown durante dos horas más. Una vez que llegó a su hotel en Castel San Pietro Terme, Senna, según los informes, habló por teléfono con su novia Adriane Galisteu y se echó a llorar mientras le contaba sobre el accidente de Barrichello.
En la mañana del sábado, el brasileño estableció su mejor tiempo personal de 1:22.003 y acordó con su compañero de equipo Damon Hill que el monoplaza había mejorado. Tras haber sido dado de alta del centro médico, Rubens Barrichello le dijo a Senna que volaba de regreso a Inglaterra para ver la carrera por televisión.

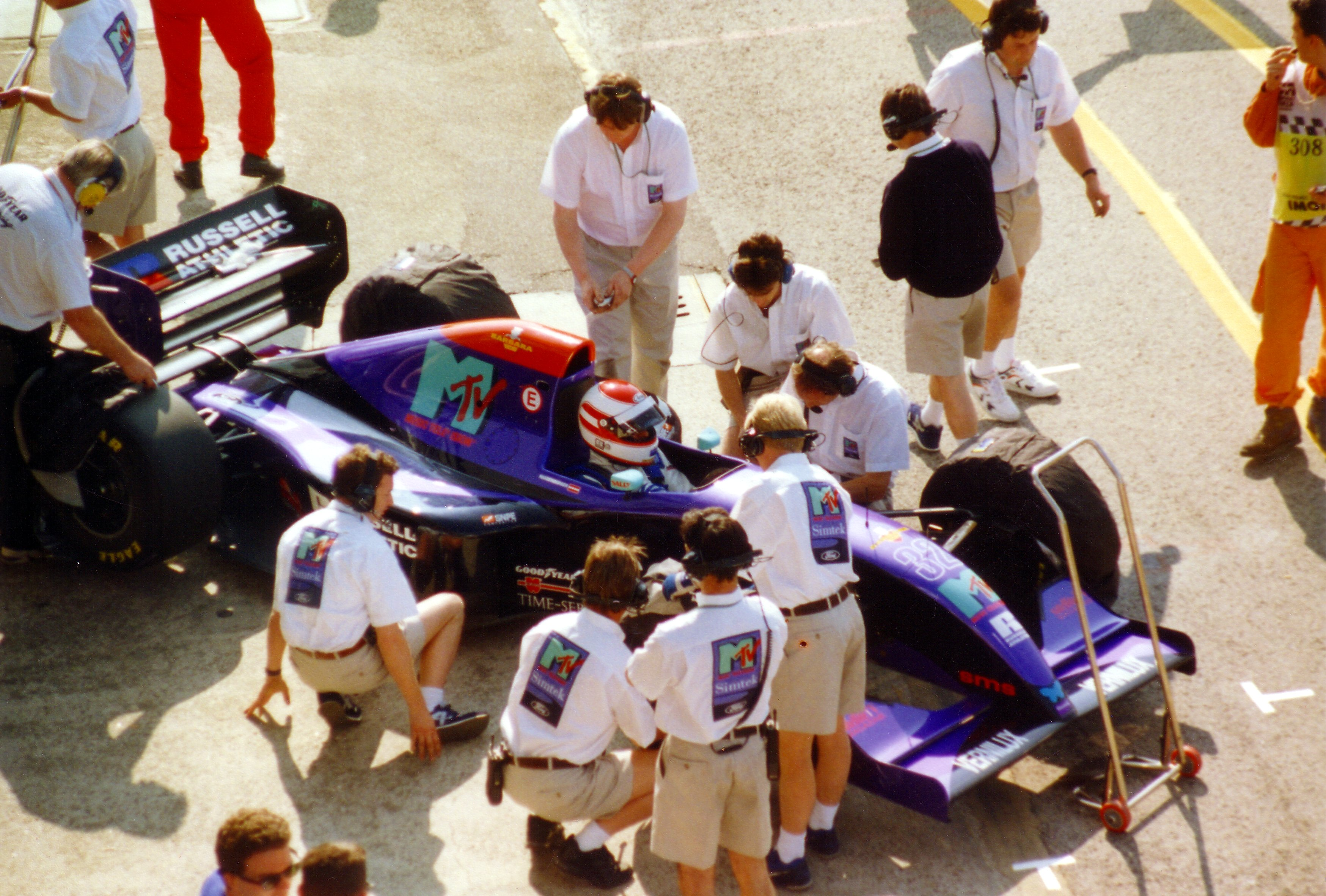
Roland Ratzenberger fotografiado el mismo día en que murió tras colisionar contra la curva Villeneuve.

Por la tarde, 18 minutos después del inicio de la segunda sesión de clasificación, el piloto de Simtek, Roland Ratzenberger, impactó contra un muro de hormigón en el exterior de la curva Villeneuve a 314 km/h, posiblemente por un fallo del alerón delantero. Tras chocar, su monoplaza rebotó y regresó a la pista. Senna vio la repetición del accidente y se desplazó a la escena del accidente. Cuando llegó, con Ratzenberger trasladado en ambulancia, Senna inspeccionó el Simtek S941 dañado  y asistió al centro médico del circuito donde supo por Sid Watkins que Ratzenberger había muerto. Cuando los dos abandonaron el centro juntos, Watkins le dijo a Senna que no tenía que volver a correr nunca más y le sugirió que se retirara de la carrera y que fuera a pescar con él. Senna le dijo a Watkins que no podía dejar de correr y luego regresó al garaje de Williams, donde convocó a Patrick Head y a Frank Williams, informándoles sobre la situación y proponiéndoles retirarse de la sesión de clasificación.
Senna se dirigió a su motorhome donde se echó a llorar. Esto habría preocupado a Williams, quien le pidió a Betise Assumpção, jefe de relaciones públicas de Senna, que organizara una reunión para discutir el estado emocional del brasileño. Senna decidió no asistir a la conferencia de prensa posterior a la clasificación, acción que fue investigada por la FIA, pero que decidió no tomar medidas disciplinarias contra él. Al día siguiente, sin embargo, los comisarios de carrera le lanzaron una advertenncia a Senna por haber usado un vehículo de la organización para acudir al lugar del accidente de Ratzenberger. Se produjo una disputa y Senna se marchó. Los comisarios decidieron no tomar medidas.
El domingo por la mañana, Senna fue el más rápido en la sesión de calentamiento, nueve décimas más rápido del segundo. Luego, vio a su exrival de McLaren Alain Prost sentado en una mesa y charlaron durante 30 minutos, con Senna presionando a Prost para mejorar la seguridad del deporte. Ambos acordaron reunirse antes del Gran Premio de Mónaco.
Posteriormente, Senna hizo una entrevista para el canal de televisión francés TF1, donde le mandó un saludo a Alain Prost que ahora trabajaba como presentador, con el siguiente comentario: «Un saludo especial a nuestro querido amigo Alain. Todos te extrañamos». Prost dijo que quedó sorprendido y muy conmovido por el saludo.
En la sesión informativa de pilotos, Senna asistió acompañado de Gerhard Berger. Dado que no estaba dispuesto a hablar debido a la disputa anterior con los oficiales de la carrera que lo habían dejado lleno de emociones, Senna le pidió a Berger que este expresara su preocupación sobre la presencia del coche de seguridad durante la vuelta de formación, que no tenía otro papel que promover el entonces Porsche 993. En el Gran Premio de San Marino, este coche se desplegó para salir en la parrilla en la vuelta de formación antes que los monoplazas de Fórmula 1.
Luego, Senna se reunió con otros pilotos para discutir el restablecimiento de un grupo de pilotos (la Asociación de Pilotos de los Grandes Premios) en un intento por aumentar la seguridad en la «máxima categoría». Como el piloto más veterano, Senna ofreció asumir el papel de líder, comenzando con el próximo evento de carrera en Mónaco. Niki Lauda sugirió que Ayrton liderara el grupo debido a su fuerte personalidad, en relación con los otros pilotos.

## Accidente

Curva Tamburello, lugar del accidente de Senna.

Al comienzo de la carrera, Pedro Lamy y J.J. Lehto se vieron involucrados en una fuerte colisión en la que ambos salieron ilesos, pero fueron arrojados escombros a la grada e hirieron a varios espectadores. Se desplegó el auto de seguridad, conducido por Max Angelelli, para ralentizar a los coches y permitir la remoción de los escombros. Los corredores estuvieron detrás del coche de seguridad durante cinco vueltas. El vehículo se basaba en un sedán familiar y no era relativamente rápido. Ayrton Senna se había acercado al coche para indicarle que acelerara. Posteriormente, se consideró que este automóvil era inadecuado debido a que sus frenos se sobrecalentaban y tenía que conducirse lentamente para evitar un accidente. Antes de la sexta vuelta, David Brown le dijo a Senna a través de la radio que el coche de seguridad se retiraba a boxes.
En la vuelta 6, la carrera se reanudó y Senna estableció un ritmo rápido con la tercera vuelta más rápida de la carrera, seguida por Michael Schumacher. En la esquina plana izquierda de Tamburello, Schumacher notó que Senna tomó una línea apretada a través de la curva y su monoplaza se sacudió.
En la vuelta 7, la segunda vuelta a velocidad de carrera, el FW16 de Senna siguió en línea recta en la curva de Tamburello y chocó contra un muro de hormigón desprotegido. Los datos de telemetría recuperados posteriormente de los restos del coche indicaron que Senna tomó la curva a 309 km/h y luego frenó con fuerza, bajando dos veces de marcha para reducir la velocidad antes de impactar contra el muro a 211 km/h. El monoplaza golpeó en un ángulo poco profundo, arrancando la rueda delantera derecha y la parte frontal antes de detenerse.
Después de que el monoplaza de Senna se detuviera, el piloto inicialmente estaba inmóvil en la cabina. 57 segundos después del impacto, según lo registrado por las imágenes desde el helicóptero, se vio que su cabeza se elevaba hacia la izquierda antes de regresar a su posición original. A partir de entonces no se le volvió a ver mover. La rueda delantera derecha se disparó al impactar y entró en la cabina, golpeando el área frontal derecha de su casco. La violencia del impacto empujó su cabeza hacia atrás contra el reposacabezas, causando fracturas de cráneo. Una pieza de suspensión unida al volante había penetrado parcialmente en su casco Bell M3 y le había causado un trauma en la cabeza. Además, parecía que una pieza irregular del conjunto vertical había penetrado la visera del casco justo por encima de su ojo derecho. Senna estaba usando un casco M3 de tamaño mediano (58 cm.) con una nueva visera Bell «delgada». Cualquiera de estas heridas probablemente lo habría matado.
Se hizo evidente de inmediato que Senna había sufrido algún tipo de lesión, porque su casco se veía inmóvil y ligeramente inclinado hacia la derecha. El movimiento sutil de su cabeza en los segundos posteriores levantó falsas esperanzas. Momentos después del accidente, Angelo Orsi, fotógrafo y amigo de Senna, tomó fotografías del brasileño en el FW16 después de que le quitaran el casco y de que Senna fuera tratado antes de que los comisarios le bloquearan la vista. A pesar de recibir numerosas ofertas, las fotografías solo han sido vistas por Orsi y la familia Senna, quienes insistieron en que Orsi no las publicara.
Los agentes de bombero llegaron al coche y no pudieron tocar a Senna antes de que llegara el personal médico autorizado. El brasileño fue sacado de su monoplaza en cuestión de minutos. La explícita cobertura televisiva ofrecida de la atención a Senna filmada desde un helicóptero se vio en todo el mundo y reflejaba muy bien la gravedad de la situación. Se pudo observar durante la misma una considerable cantidad de sangre en el suelo en el lugar donde el brasileño era auxiliado. A causa de las lesiones visibles en la cabeza de Senna, fue evidente para los profesionales médicos que había sufrido un traumatismo grave en la cabeza. Se le realizó una traqueotomía de emergencia junto a la vía para establecer una vía aérea segura a través de la cual el personal médico pudiera mantener artificialmente su respiración. La carrera se detuvo un minuto y nueve segundos después del accidente. El gerente de «Rothmans Williams Renault», Ian Harrison, acudió a la de sala control de carrera y encontró una escena en la que muchos oficiales percibían que el choque de Ayrton había sido grave. Bernie Ecclestone llegó más tarde al lugar para calmar la situación.
El neurocirujano Sid Watkins, jefe del equipo médico en pista de la Fórmula 1, realizó la traqueotomía a Senna. Luego, Watkins informó:

Parecía sereno. Le levanté los párpados y quedó claro por sus pupilas que tenía una lesión cerebral masiva. Lo levantamos de la cabina y lo dejamos en el suelo. Mientras lo hacíamos, suspiró y, aunque no soy religioso, sentí a su espíritu partir en ese momento.

Watkins despejó las vías respiratorias, detuvo el flujo sanguíneo, reemplazó la sangre perdida e inmovilizó el área cervical. Posteriormente llamó por radio a un helicóptero médico y le pidió al anestesista de cuidados intensivos, Giovanni Gordini, que escoltara a Senna al Hospital Maggiore.
Aproximadamente 10 minutos después del accidente, una falta de comunicación en los boxes hizo que el monoplaza Larrousse pilotado por Érik Comas abandonara el pitlane y saliera a pista durante la bandera roja. El incidente fue descrito por el comentarista de Eurosport John Watson como «la cosa más ridícula que he visto en mi vida».
El monoplaza de Ayrton Senna finalmente fue subido a un camión y regresó a los pits donde los funcionarios lo confiscaron. Sin embargo, una persona no identificada insistió en que se eliminasen los datos de la caja negra del automóvil. A las 3:00 pm, el helicóptero aterrizó frente al Hospital Maggiore y los médicos llevaron a Senna a cuidados intensivos. Un escáner cerebral confirmó el diagnóstico realizado en la pista. A las 3:10 pm, el corazón de Senna dejó de latir pero los médicos lograron reiniciarlo y lo colocaron en una máquina de soporte vital. El hermano de Senna, Leonardo, hizo arreglos para que un sacerdote realizara los últimos ritos que ocurrieron a las 6:15 pm. A las 6:37 pm, el corazón de Ayrton volvió a dejar de latir y se decidió no reiniciarlo. La doctora Maria Teresa Fiandri, médica jefe del departamento de emergencias en el hospital que estaba fuera de servicio y había estado viendo la carrera en vivo desde su casa con sus hijos, fue inmediatamente al hospital y llegó al mismo tiempo que el helicóptero aterrizó, unos 28 minutos después el choque. En una entrevista, 20 años después, confirmó que la pérdida de sangre sufrida por Senna se debió a una arteria temporal superficial dañada y que, aparte de las lesiones en la cabeza, Senna parecía sereno y el resto del cuerpo estaba intacto. Fiandri se hizo responsable de proporcionar actualizaciones médicas a los medios de comunicación y al público que se encontraba fuera del hospital y, alrededor de las 7:00 pm, anunció que Senna murió a las 6:40 pm.
Más tarde, se reveló que, cuando el personal médico examinó al brasileño, se encontró una bandera austríaca en su monoplaza con la cual tenía la intención de levantar en honor a Roland Ratzenberger después de la carrera.
Tiempo después de la carrera, un abogado italiano llamó a Ian Harrison para informarle sobre la muerte de Senna y que estaba siendo tratada como un «accidente de tráfico». Temprano en la mañana del 2 de mayo, Harrison fue llamado por otro abogado, quien lo llevó a una morgue y declinó ver el cuerpo de Senna cuando se lo pidieron.
El Williams FW16 de Senna fue diseñado rápidamente por Adrian Newey para asegurarse de que estaba preparado a tiempo antes de las pruebas de pretemporada de 1994. Después la temporada 1994, los chasis se cambiaron significativamente para ser más seguros. En el circuito, se realizaron varias modificaciones con la finalidad de mejorar la seguridad, incluyendo la de la curva Tamburello, que fue modificada pasando de ser una curva rápida a una chicane. Finalmente, el trazado quedó fuera del calendario tras la temporada 2006, regresando en 2020 como el Gran Premio de Emilia-Romaña.

## Funeral

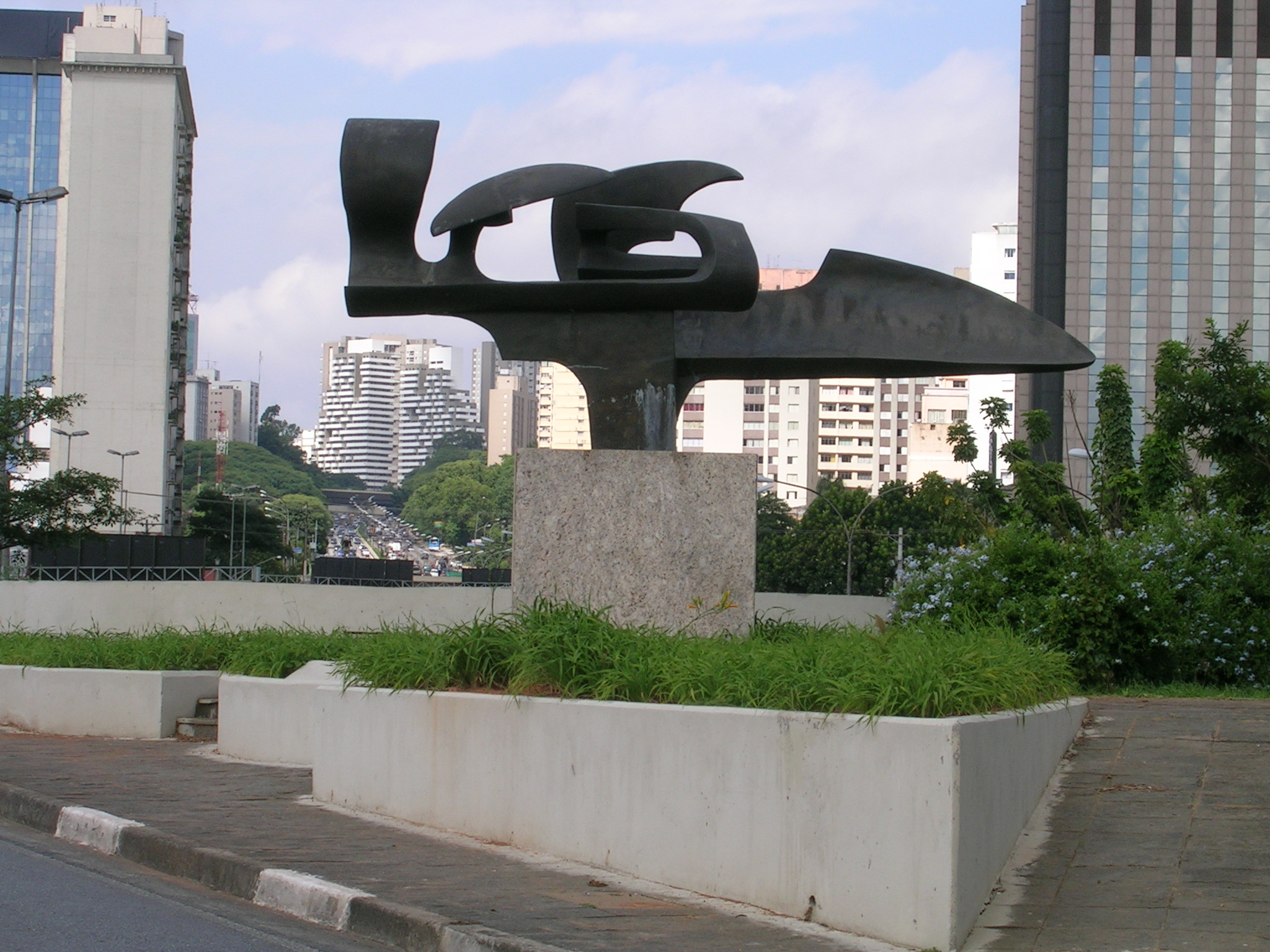
Monumento a Ayrton Senna, ubicado en el Parque do Ibirapuera, São Paulo, Brasil.

La muerte de Senna fue considerada en Brasil como una tragedia nacional, y el gobierno brasileño declaró tres días de luto. Contrariamente a la política de transportes por vía aérea, se permitió que el ataúd del piloto volviera a su país de origen no como carga, sino en la cabina de pasajeros de un McDonnell Douglas MD-11 de Varig, acompañado por su hermano Leonardo, y sus amigos más cercanos. El ataúd estaba cubierto con una bandera brasileña.
El funeral tuvo lugar el 5 de mayo de 1994, siendo transmitido por la televisión brasileña, y se estima que tres millones de personas se alinearon en las calles de su São Paulo natal. Muchas figuras prominentes del automovilismo asistieron al funeral, entre ellos Alain Prost, Gerhard Berger, Jackie Stewart, Damon Hill, Thierry Boutsen, Rubens Barrichello y Emerson Fittipaldi, que además fueron los portadores del féretro. Sid Watkins y el coordinador de McLaren, Jo Ramírez, no asistieron porque estaban muy afligidos. La familia de Senna prohibió que el presidente de Formula One Management (FOM), Bernie Ecclestone, asistiera. El presidente de la FIA, Max Mosley, asistió al funeral de Roland Ratzenberger que tuvo lugar dos días después, en Salzburgo, Austria. Mosley dijo en una conferencia de prensa diez años después: «Fui a su funeral porque todos fueron al de Senna. Pensé que era importante que alguien fuera al suyo». Ayrton Senna fue enterrado en el Cementerio Morumbi, en São Paulo. Su tumba lleva el epitafio «Nada pode me separar do amor de Deus».
En la sede de Tokio de Honda, donde los monoplazas de McLaren se exhibían después de cada carrera, se recibieron tributos florales después de la muerte de Senna que abrumaron el gran vestíbulo de exhibición. Esto fue a pesar de que el brasileño ya no era piloto de McLaren, además de que el equipo británico era suministrado por Honda. Senna tuvo una relación especial con el fundador Sōichirō Honda y fue venerado en Japón, donde logró un estatus casi mítico. Para el Gran Premio de Mónaco, la FIA decidió dejar vacías las dos primeras posiciones de la parrilla y las pintó con los colores brasileños y austriacos, en honor a Senna y Ratzenberger.

## Reacciones
ESPN, que transmitió el Gran Premio de San Marino en los Estados Unidos, también transmitió ese mismo día las 500 millas de Alabama de la NASCAR Cup Series en el Talladega Superspeedway. En la vuelta 103, un incidente provocó la segunda bandera amarilla de la carrera y, mientras el grupo se preparaba para la resalida en la vuelta 112, el locutor principal de la carrera de ESPN, Bob Jenkins, dio la noticia sobre el fallecimiento de Senna. Como tributo, la cabina de ESPN de Jenkins, Ned Jarrett y Benny Parsons se quedó en silencio durante el reinicio en la vuelta 112. Durante su entrevista posterior a la carrera con Jerry Punch, el ganador de la carrera Dale Earnhardt, quien luego perdería la vida en un accidente en la Daytona 500 de 2001, ofreció sus condolencias a la familia y amigos de Senna.
En Brasil, las cadenas de televisión pasaron el resto del día interrumpiendo sus horarios de programación habitual para anunciar la muerte de Senna y reproducir su última entrevista, dada a los medios el día anterior al accidente. Muchos fanáticos del automovilismo se reunieron en las afueras del Hospital Maggiore para mostrar sus respetos, causando grandes embotellamientos. También se reunieron en la fábrica de Williams en Didcot, donde asistieron alrededor de 200 personas con flores en las puertas principales del establecimiento.
La prensa italiana y brasileña criticaron a la FIA por los cambios en las reglas que se promulgaron para la temporada 1994. El piloto de Benetton, Michael Schumacher pidió mejoras en la seguridad. El comentarista de BBC Sport Murray Walker calificó la muerte de Senna como «el día más negro para los Grandes Premios que puedo recordar».
Dos meses después, tras la victoria de Brasil sobre Italia en la final de la Copa Mundial de Fútbol de 1994, la selección le dedicó su triunfo a Ayrton Senna.

### Medidas de seguridad

El diseño del circuito fue cambiado luego de los dos accidentes fatales ocurridos en 1994.

El 3 de mayo, la FIA realizó una reunión a petición del Club de Automóviles de Italia para revisar los eventos del fin de semana. Más tarde, se anunció nuevas medidas de seguridad para la próxima ronda en Mónaco:
1. La entrada y salida del pitlane va a ser controlada por una curva para obligar a los pilotos a circular a una velocidad reducida.
2. No se permitirá a ningún mecánico entrar, excepto cuando los corredores hicieran una parada en boxes.
3. Se organizará un sorteo para determinar el orden en el que los equipos hacen paradas en boxes y se limitará a emergencias con coches que no usan neumáticos nuevos o no se les permitirá repostar.

El 8 de mayo, se informó que Federico Bendinelli, un funcionario que trabajaba en Imola, dijo que Senna había inspeccionado la esquina de Tamburello y declaró que se encontraba «bien». Williams realizó pruebas en una de sus plataformas intentando replicar el accidente de su piloto. Intentaron simular una falla mecánica que no tenía resultado concluyente.
En Mónaco, el excampeón Niki Lauda anunció la reforma de la Asociación de Pilotos de Grandes Premios (GPDA). Los representantes elegidos fueron Lauda y los pilotos Michael Schumacher, Gerhard Berger y Martin Brundle. Al final de la temporada, la GPDA exigió a la FIA mejorar la seguridad de la Fórmula 1, a lo que la organización respondió rápidamente e introdujo cambios a las regulaciones de la siguiente manera:
Gran Premio de España:
- Se reducirá el tamaño de los difusores.
- Las placas del ala delantera se levantarán.
- Se reducirá el tamaño del alerón delantero.

En conjunto, esto reduciría la cantidad de carga aerodinámica aproximadamente un 15%.
Gran Premio de Canadá:
- La protección lateral de las cabezas de los piloto se mejorará, aumentando la altura de los lados de la cabina.
- El peso mínimo de un monoplaza de F1 se incrementaría en 25 kg (en el GP de Canadá se cambió a 15 kg).
- Los brazos delanteros se fortalecerían para reducir la posibilidad de que una rueda delantera se afloje y golpee al piloto;
- La cabina se alargaría para evitar que los conductores golpeen su cabeza con la parte delantera.
- Se impondrá el uso de la bomba de gasolina.
- Las cajas de aire de los motores se eliminarían para reducir el flujo de aire a los motores y, por lo tanto, disminuir la potencia disponible.

Otros cambios incluyeron barreras de choque mejoradas, pistas rediseñadas y barreras de neumáticos, estándares de seguridad de choque más altos, umbrales más altos en la cabina del piloto y un límite en motores de 3 litros. La FIA investigó de inmediato el Autodromo Enzo e Dino Ferrari, y como resultado, la curva de Tamburello se convirtió en una chicana izquierda-derecha.
En febrero de 1995, un informe de un equipo de investigadores judiciales fue entregado a los fiscales italianos que atribuyó el accidente de Ayrton Senna a la falla de la columna de dirección causada por un ajuste previo a la carrera.

## Autopsia
Durante los procedimientos judiciales ante los tribunales italianos el 3 de marzo de 1997, basados en el testimonio experto y la evidencia del patólogo, Dr. Cipolla, la hora oficial de la muerte de Senna se registró a las 2:17 pm del 1 de mayo de 1994, coincidiendo con la muerte cerebral según la ley italiana, cuando el brasileño golpeó el muro en Tamburello. La FIA y las autoridades italianas de automovilismo aún sostienen que Senna no perdió la vida instantáneamente, sino que falleció en el hospital, donde fue apresurado en helicóptero después de una traqueotomía de emergencia y la terapia intravenosa en el circuito.
Hay un debate en curso sobre por qué Senna no fue declarado muerto en pista. Según la ley italiana, las colisiones que resultan en una fatalidad deben ser investigadas por cualquier culpabilidad criminal. Las actividades que causan la muerte, como un evento deportivo, deben suspenderse inmediatamente.
El exdirector del Instituto de Medicina Legal de Oporto (Portugal), José Eduardo Pinto da Costa, declaró:

Desde el punto de vista ético, el procedimiento utilizado en el cuerpo de Ayrton estaba equivocado. Involucraba la distanasia, lo que significa que una persona ha sido mantenida viva de manera inadecuada después de que la muerte biológica ha tenido lugar debido a lesiones cerebrales graves que el paciente nunca hubiera podido seguir vivo sin medios mecánicos de apoyo. No habría habido perspectivas de vida y relaciones normales. Si él fue sacado o no del automóvil mientras su corazón latía o si su suministro de sangre se había detenido o todavía fluía, es irrelevante para la determinación de cuándo murió.

La autopsia mostró que el choque causó múltiples fracturas en la base del cráneo, aplastando la frente y rompiendo la arteria temporal con hemorragia en las vías respiratorias. Es posible resucitar a una persona sin vida inmediatamente después de que el corazón se detenga a través de procesos cardiorespiratorios. El procedimiento se conoce como poner al paciente en la máquina. Desde el punto de vista médico-legal, en el caso de Ayrton, hay un punto sutil: se implementaron medidas de reanimación.

Desde el punto de vista ético, esto podría condenarse porque las medidas no pretendían ser estrictamente beneficiosas para el paciente, sino más bien porque se ajustaban al interés comercial de la organización. De hecho, la reanimación se realizó con la traqueotomía realizada, mientras que la actividad del corazón se restableció con la ayuda de dispositivos cardiorespiratorios. La actitud en cuestión fue ciertamente controvertida. Cualquier médico sabría que no había posibilidad alguna de restaurar con éxito la vida en la condición en que se había encontrado a Ayrton Senna.

El profesor José Pratas Vital, director del Hospital Egas Moniz en Lisboa, neurocirujano y jefe del personal médico en el Gran Premio de Portugal, ofreció una opinión diferente:

Las personas que realizaron la autopsia declararon que, ante la evidencia de sus heridas, Senna estaba muerto. No podían decir eso. Tuvo heridas que lo llevaron a la muerte, pero en ese momento, el corazón aún podría estar funcionando. El personal médico que atiende a una persona lesionada y que percibe que el corazón aún late, tiene solo dos cursos de acción: uno es garantizar que las vías respiratorias del paciente permanezcan libres, lo que significa que puede respirar. Tuvieron que realizar una traqueotomía de emergencia. Con el oxígeno y los latidos del corazón, hay otra preocupación, que es la pérdida de sangre. Estos son los pasos a seguir en cualquier caso que implique lesiones graves, ya sea en la calle o en un circuito. El equipo de rescate no puede pensar en otra cosa en ese momento, excepto para ayudar al paciente, particularmente inmovilizando el área cervical. Luego, la persona lesionada debe ser llevada inmediatamente a la unidad de cuidados intensivos del hospital más cercano.

Rogério Morais Martins, director creativo de Ayrton Senna Promotions (que se convirtió en el Instituto Ayrton Senna en adelante), declaró que:

Según el primer boletín clínico leído por la doctora Maria Teresa Fiandri a las 4:30 pm, Ayrton Senna tuvo daño cerebral con shock hemorrágico y coma profundo. Sin embargo, el personal médico no observó ninguna herida en el pecho o abdomen. La hemorragia fue causada por la ruptura de la arteria temporal. El neurocirujano que examinó a Senna en el hospital mencionó que las circunstancias no requerían cirugía porque la herida estaba generalizada en el cráneo. A las 6:05 pm, Fiandri leyó otro comunicado, anunciando que Senna había muerto. En ese momento todavía estaba conectado al equipo que mantenía sus latidos.

La publicación por parte de las autoridades italianas de los resultados de la autopsia de Senna, revelando que el piloto perdió la vida instantáneamente durante la carrera en Imola, provocó aún más controversia. Ahora había preguntas sobre las reacciones del director de carrera y las autoridades médicas. Aunque los portavoces del hospital habían declarado que Ayrton todavía respiraba al llegar a Bolonia, la autopsia de Roland Ratzenberger [que murió el día anterior] indicó que su muerte había sido instantánea. Según la ley italiana, una muerte dentro de los límites del circuito habría requerido la cancelación de la carrera. Eso, a su vez, podría haber evitado la muerte de Senna.

La legislación italiana pertinente estipula que cuando se produce una muerte durante un evento deportivo, debe detenerse de inmediato y el área cerrada para su examen. En el caso de Ratzenberger, esto habría significado la cancelación tanto de la sesión clasificatoria del sábado como la carrera al día siguiente.

Los expertos médicos no pueden determinar si Senna murió o no instantáneamente. Sin embargo, sabían muy bien que sus posibilidades de estar vivo eran escasas. Si hubiera permanecido vivo, el daño cerebral lo habría dejado severamente discapacitado. Las colisiones como esta son casi fatales, y los sobrevivientes sufren daños cerebrales irreversibles. Este es el resultado de los efectos en el cerebro de la desaceleración repentina, que causa daño estructural a los tejidos cerebrales. Las estimaciones de las fuerzas involucradas en el choque de Ayrton sugieren una tasa de desaceleración equivalente a una caída vertical de 30 metros, aterrizando de cabeza. La evidencia ofrecida en la autopsia reveló que el impacto de este accidente de 208 km/h causó múltiples lesiones en la base del cráneo, lo que resultó en insuficiencia respiratoria.

Hubo hundimiento del cerebro (que fue forzado contra la pared del cráneo causando edema y hemorragia, aumentando la presión intracraneal y causando muerte cerebral), junto con la ruptura de la arteria temporal, hemorragia en las vías respiratorias.

Hay dos teorías opuestas sobre el tema de si los pilotos aún estaban vivos cuando los metieron en los helicópteros que los llevaron al hospital. Asumiendo que tanto Ratzenberger como Senna murieron instantáneamente, los organizadores de la carrera podrían haber retrasado cualquier anuncio para evitar verse obligados a cancelar el evento, protegiendo así sus intereses financieros.

Si la carrera hubiera sido cancelada, Sagis -la organización que administra el Autodromo Enzo e Dino Ferrari- podría haber perdido unos US$6,5 millones.

## Juicio
Williams estuvo involucrado durante muchos años en procedimientos judiciales penales italianos después de que los fiscales instigaron cargos de homicidio involuntario contra funcionarios clave del equipo. El 16 de diciembre de 1997, Frank Williams y otros cinco fueron absueltos de los cargos, poniendo fin a la amenaza de un boicot a la Fórmula 1 en Italia. En un fallo de 381 páginas, el juez Antonio Costanzo concluyó que la falla de la dirección era la causa probable del accidente de Senna; sin embargo, no hubo pruebas de negligencia por parte de Patrick Head o Adrian Newey, o que habían diseñado las modificaciones en primer lugar. El 22 de noviembre de 1999, un tribunal de apelaciones confirmó las absoluciones, rechazando una solicitud de los fiscales de dictar sentencias suspendidas de un año a Head y Newey. En abril de 2002, el Williams FW16 número 02 de Senna fue devuelto al equipo. La escudería informó que el automóvil se encontraba en un estado avanzado de deterioro y posteriormente fue destruido. El casco de Senna fue devuelto a Bell y fue incinerado. El motor del monoplaza fue devuelto a Renault, donde se desconoce su destino.
En enero de 2003, el Tribunal Supremo italiano reabrió el caso, resolviendo que se habían cometido «errores materiales» en el tribunal de apelación de Bolonia. El 27 de mayo de 2005, el tribunal dio una absolución total a Adrian Newey, mientras que el caso contra Head se «agotó» en virtud de un estatuto de limitaciones. Un nuevo juicio fue ordenado por el tribunal más alto de Italia en 2005.
El 13 de abril de 2007, la Corte Suprema de Casación emitió su propio veredicto (número 15 050) afirmando que: «Se ha determinado que el accidente fue causado por una falla en la dirección, que fue causada por modificaciones mal diseñadas y mal ejecutadas. La responsabilidad de esto recae en Patrick Head, culpable de omitir el control». Sin embargo, Head no fue arrestado ya que el estatuto de limitaciones italiano para homicidios culpables fue de 7 años y 6 meses, y el veredicto se pronunció 13 años después del accidente.
Los cargos penales se centraron en la varilla de dirección del monoplaza, que se descubrió que se había desprendido en un punto donde se había realizado una modificación. La fiscalía alegó que había fallado, causando el choque, y el equipo Williams reconoció este fracaso, pero solo como resultado del impacto. En las semanas anteriores al Gran Premio de San Marino, Senna habría pedido a su equipo que modificara la varilla de dirección para darle más espacio en la cabina. Head y Newey cumplieron la solicitud del brasileño al hacer que el eje existente del FW16 se cortara y extendiera con una pieza de tubo de menor diámetro que se soldaba con placas de refuerzo. La modificación se llevó a cabo de esta manera, ya que no había tiempo suficiente para fabricar un nuevo eje de dirección a tiempo para la carrera.
La Universidad de Bolonia presentó un informe técnico de 600 páginas por el profesor de ingeniería Enrico Lorenzini y su equipo de especialistas. El informe concluyó que se habían desarrollado grietas por fatiga en la mayor parte del eje de dirección en el punto donde se había roto. Lorenzini declaró: «Había sido mal soldado alrededor de un tercio del camino y no podía soportar la tensión de la carrera. Descubrimos rasguños en la grieta en la barra de dirección. Parecía que el trabajo se había hecho a toda prisa pero no puedo decir cuánto tiempo antes de la carrera. Alguien había tratado de alisar la junta después de la soldadura. Nunca había visto algo así. Creo que la varilla estaba defectuosa y probablemente se agrietó incluso durante el calentamiento. Momentos antes el accidente solo dejó una pequeña pieza conectada y, por lo tanto, el chasis no respondió en la curva».
Cineca presentó un análisis de la cámara onboard, que rastreó el movimiento del volante durante la carrera. Después de haber girado en un arco fijo durante las vueltas anteriores, los últimos segundos un botón amarillo en el volante se alejó varios centímetros de su trayectoria normal, con el volante inclinado en su propio plano, lo que indica que el eje de dirección se había roto. Williams presentó su propio video para demostrar que el movimiento era normal en el que David Coulthard maltrató un volante FW16B, el esfuerzo requerido para desviar el volante se denominó «bastante considerable». Michele Alboreto testificó que el movimiento del volante era anormal, afirmando que el video «prueba que algo se rompió en el Williams de Senna. Ningún volante se mueve unos centímetros».
En 2011, el diseñador del FW16, Adrian Newey, expresó su opinión sobre el accidente:

La verdad sincera es que nadie sabrá exactamente qué sucedió. No hay duda de que la varilla de dirección falló y la gran pregunta fue si falló en el accidente o si causó el accidente. Tenía grietas por fatiga y habría fallado en algún momento. No hay duda de que su diseño era muy pobre. Sin embargo, toda la evidencia sugiere que el coche no se salió de la pista como resultado de la falla en la dirección [...] Si se observa las tomas de la cámara, especialmente el de Michael Schumacher, el monoplaza no se desvió de la pista. Se superpuso, lo que no es consistente con una falla de la columna de dirección. La parte trasera del automóvil salió y todos los datos sugieren que sucedió. Ayrton luego corrigió eso al acelerar al 50%, lo que sería consistente con tratar de reducir la parte trasera y luego, medio segundo después, pisó los frenos. La pregunta entonces es ¿por qué salió la parte trasera? El chasis tocó fondo mucho más en esa segunda vuelta, lo que nuevamente parece ser inusual porque la presión de los neumáticos debería haber aumentado para entonces, lo que hace que espere que el neumático trasero derecho probablemente haya sufrido un pinchazo de escombros en la pista. Si me empujaran a elegir una sola causa más probable, sería esa.

## Hipótesis alternativas

### Error del piloto
Patrick Head, director técnico de Williams, creía que Senna había cometido un error al conducir. Michael Schumacher le había dicho después de la carrera que el monoplaza de Senna parecía 'nervioso' en la vuelta anterior. Las transmisiones japonesas de la temporada 1994 muestran que tanto Schumacher como Damon Hill gesticulan con las manos mientras esperan el reinicio de la carrera. Hill dijo que está convencido de que Senna cometió un error.

### Pinchazo
Adrian Newey, quien diseñó el monoplaza, dijo que un pinchazo en un neumático pudo haber causado que Senna se estrelle, ya que hubo escombros en la pista después del accidente de J.J. Lehto. Dos años antes, durante la práctica para el Gran Premio de 1992, Riccardo Patrese sufrió una falla en el neumático trasero derecho en Tamburello, sin embargo, se vio que su monoplaza, un FW14B con suspensión activa, estaba trompeando antes de salirse de la pista.